# 唐納軌道
唐納軌道是唐納集团（Downer Group）内的一个业务部门。 除制造和维护铁路机车车辆外，也承包维护铁路基础设施。 总部位于澳洲新南威尔士州 。 

## 历史

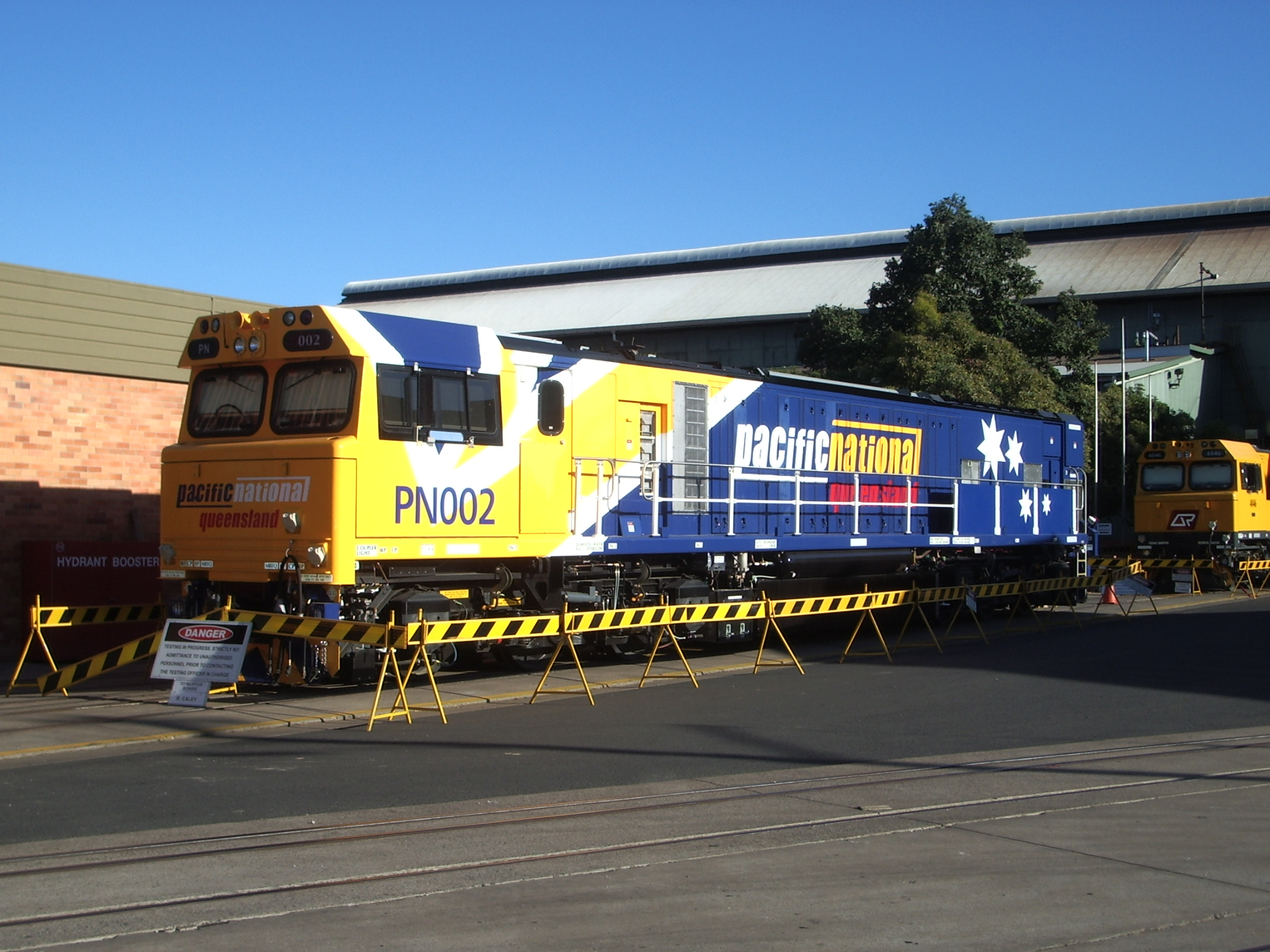
太平洋国家鐵路的 GT42CU AC在瑪麗伯勒工厂，2004年11月

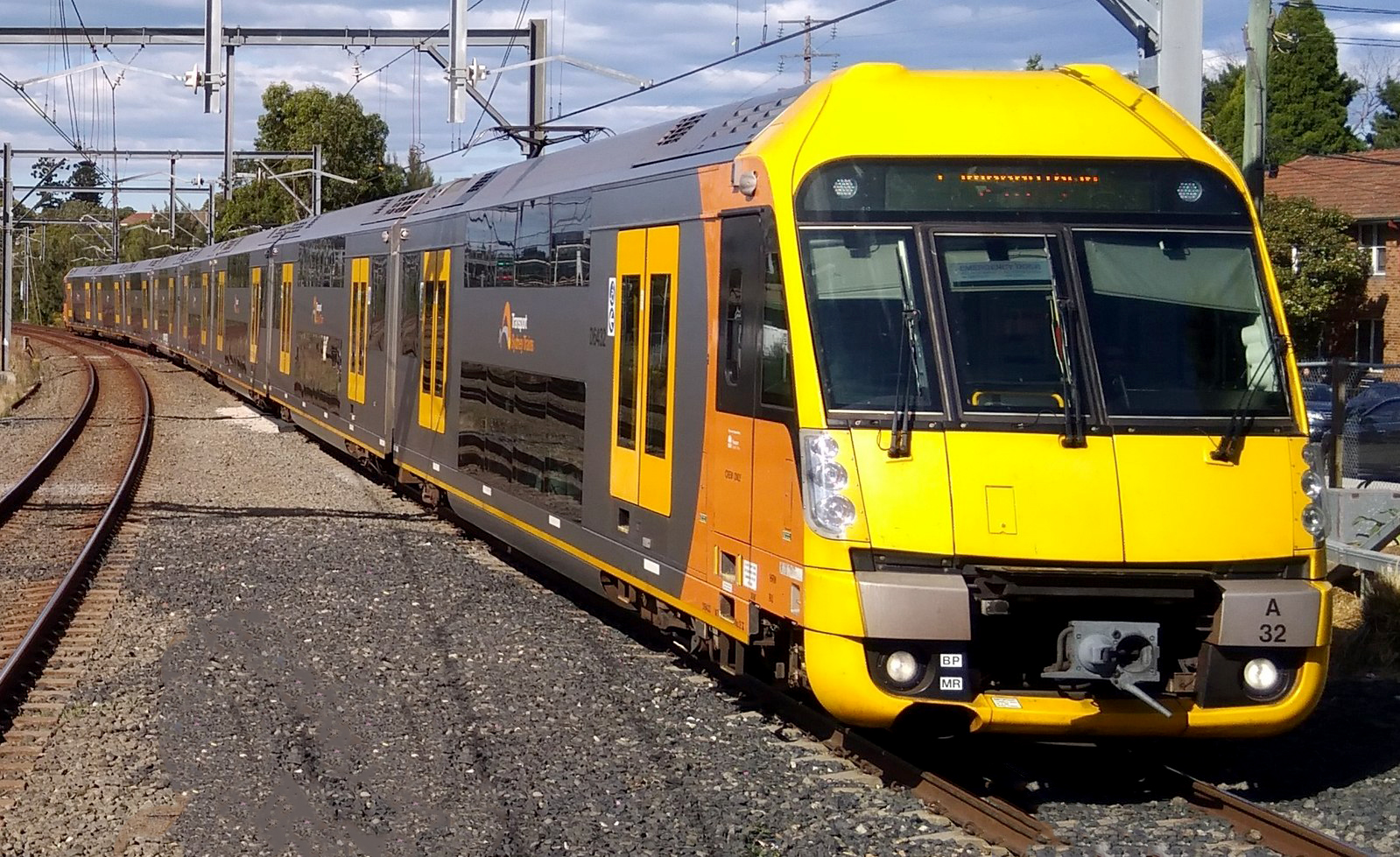
悉尼火车A系列

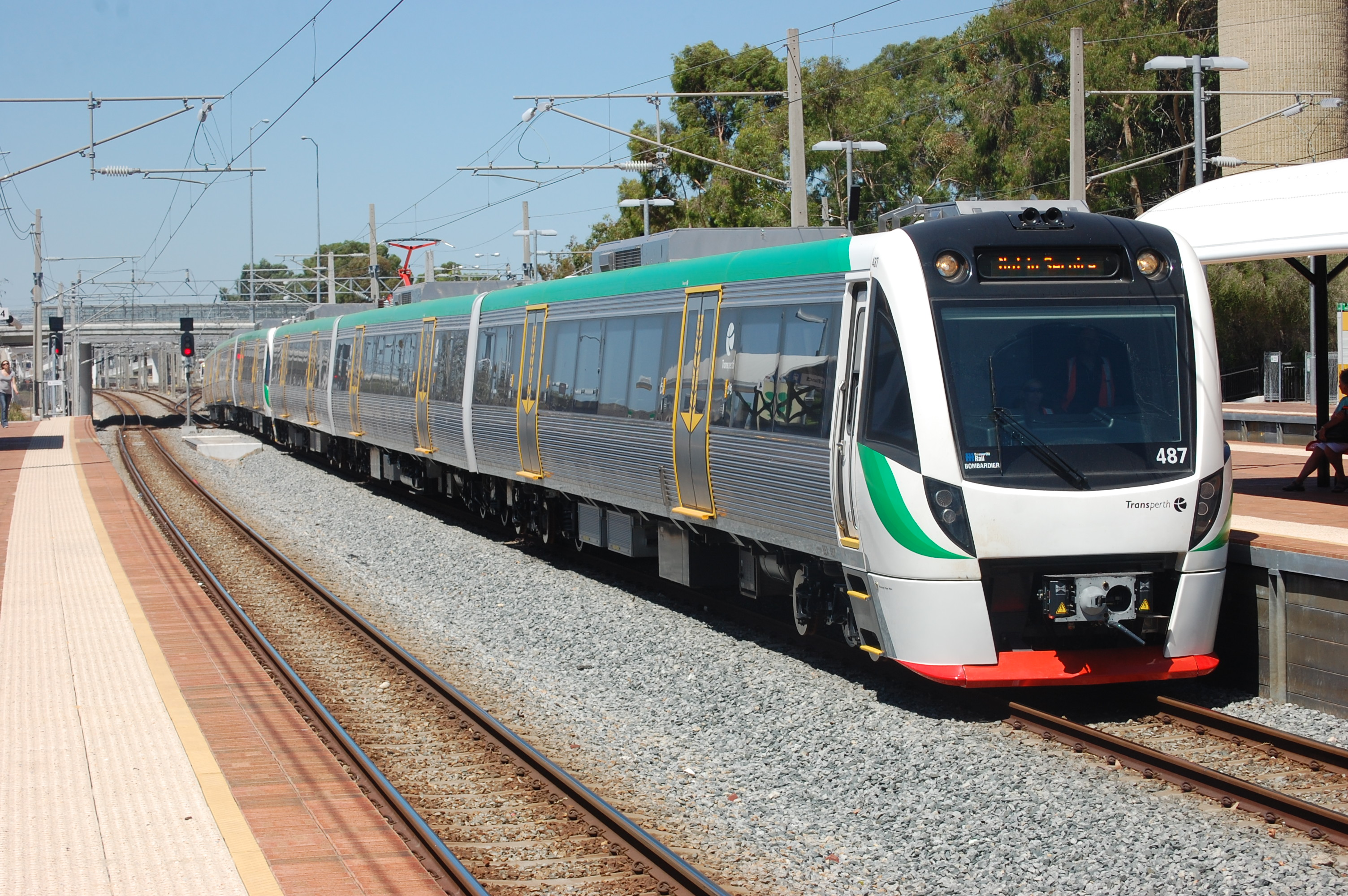
Transperth B系列，2010年2月

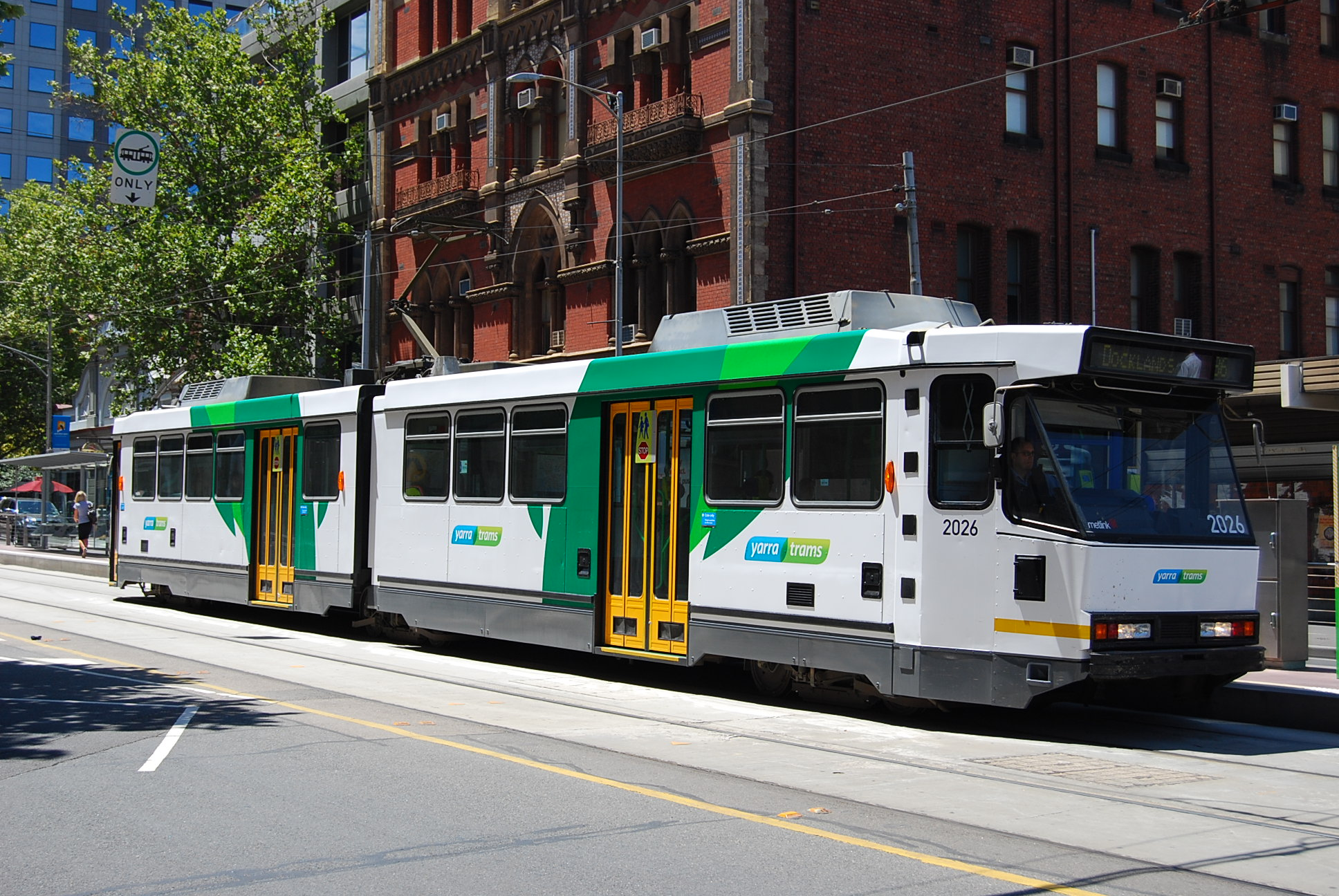
Yarra Trams B级墨尔本电车在墨尔本

1867年沃克斯有限公司（Walkers Limited）在瑪麗伯勒开了一家分公司。 1980年，沃克斯有限公司被出售给依凡斯狄金工業（Evans Deakin Industries），後來又與唐納集團合併。   
2008年設立了机车需求動力（Locomotive Demand Power）作为租赁机车的子公司。 2009年11月，唐纳铁路（Downer Rail）通过持有凱奧雷斯唐納（Keolis Downer） 49％的股份，而在墨尔本经营Yarra Trams路線。  2014年7月，奇歐里斯唐納在黄金海岸开始營運G：link轻轨线。 
2015年3月凱奧雷斯唐納收购了公車公司澳洲運輸企業（Australian Transit Enterprises），该公司營運Hornibrook公車路線 ，Link SA， Path Transit和SouthLink等路線，共930輛巴士。 

## 产品
唐纳铁路公司在其加迪夫、萨默顿、瑪麗伯勒和奥古斯塔港的工厂生产机车车辆。 先前曾擁有易安迪（EMD）柴電機車的授權 ，本公司也参与了为必和必拓和Fortescue Metals Group的皮爾布拉业务，采购並维护超过150輛美国制造的EMD SD70系列机车。  

### 内燃机车
- GT42CU AC：在瑪麗伯勒工廠製造62輛，用于太平洋国家鐵路和昆士蘭國家鐵路
- GT42CU ACe：在瑪麗伯勒製造131輛，供多家公司使用。
- GT46C：在奥古斯塔港和萨默顿（Somerton）製造5輛
- GT46C ACe：在加迪夫製造76輛，用于多家公司

### 电聯車
- 悉尼火车M系列：在加迪夫建造141辆车
- 悉尼火车A系列：在加迪夫建造626辆车
- 悉尼火车B系列：192辆车的訂單
- QR Interurban Multiple Unit 160系列 -在瑪麗伯勒建造的84辆车
- QR Suburban Multiple Unit 260系列 -在瑪麗伯勒建造的114辆车
- Transperth B系列 -在瑪麗伯勒建造234辆车
- 高容量地铁列车 -为墨尔本城市铁路订购65列列车，将在纽波特进行组装

### 倾斜式列車
- QR柴油倾斜火车 -在瑪麗伯勒建造了6辆动力车和32辆客车

## 服务

### 机车租赁
- 机车需求動力是提供机车租赁的子公司。 截至2014年1月，在卡迪夫和马里伯勒分别建造了13台标准軌距的GT46和6台窄軌距的GT42 ，其中9台租赁给Aurizon 。 [8]

### 轻轨列车
- 与凱奧雷斯合资经营的凱奧雷斯唐納，持有Yarra Trams的 49％股权，该合资企业自2009年11月[9]开始營運墨尔本有轨电车网络，从2014年7月开始營運G：link轻轨网络。 [10]

### 基礎建設
- 在2014年為北雪梨货运走廊，在戈斯福德北部建造了两个环型路線[11]

### 維護合約
- 為澳大利亚铁路轨道公司（Australian Rail Track Corporation）於新南威尔士州和维多利亚州维護2,000公里的轨道[12]
- Leigh Creek线维护合約（至2017年）[13]
- 与庞巴迪运输合资公司（占50％的股份），以維修西澳洲公共交通管理局的A系列 ， B系列和Transwa Australind列车（到2019年6月）[14]
- 为太平洋国家鐵路（Pactific National）維修300輛機車（2015年2月起，为期10年）。[15] [16]
- 为悉尼列车維修B系列列車（合約25年）。 [17]